# Zernya clypeata
Zernya clypeata är en svampart som beskrevs av Petr. 1947. Zernya clypeata ingår i släktet Zernya, divisionen sporsäcksvampar och riket svampar.   Inga underarter finns listade i Catalogue of Life.